# 马鞍山甘露寺
马鞍山甘露寺位于宁夏回族自治区银川市灵武市临河镇、黄河大桥以东约3公里处，距银川市区16公里。
马鞍山甘露寺始建于明代，曾名甘露庵，在文革时期曾被拆毁。1979年为落实宗教政策，妙相、法惠等僧人返寺重新修建庙宇。新寺面积约2100平方米，坐北朝南，进入山门后分为前、中、后三大殿，其中后殿位于高台之上，左右各有配殿一座。三大殿内分别供奉弥勒佛、韦陀佛；西方三圣：阿弥陀佛、观音菩萨、大势至菩萨。两侧为僧人的膳房和住房。全寺共有殿堂、房舍近60间，其东院另有一座多宝塔。